# Trapeliopsis californica
Trapeliopsis californica är en lavart som beskrevs av McCune & F. J. Camacho. Trapeliopsis californica ingår i släktet Trapeliopsis och familjen Trapeliaceae.   Inga underarter finns listade i Catalogue of Life.